# GNAT Programming Studio
GNAT Programming Studio (GPS, ранее известная как GNAT Programming System) — бесплатная интегрированная среда разработки для нескольких языков программирования от компании AdaCore. GPS использует компиляторы из GNU Compiler Collection и берёт своё имя от GNAT, компилятора языка Ада.
GPS работает на Linux, Solaris, Windows и других платформах. В качестве графического интерфейса используется GTK. GPS выпускается по лицензии GNAT Modified General Public License.

## Особенности
Помимо Ады GPS поддерживает и другие языки, включая Си, JavaScript, Pascal и Python.
С версии 4.0 GPS поддерживает удалённую работу и кросс-компиляцию для платформ, на которых GPS/GCC не поддерживается.
GPS использует Python в качестве скриптового языка.
Не запускается, если имя пользователя записано кириллицей.